# Auguste Moreau-Deschanvres
Auguste Moreau-Deschanvres né le 9 décembre 1838 à Saint-Saulve (Nord) où il est mort le 5 février 1913, est un peintre français.

## Biographie
Alors que ses parents tenaient un café-guinguette, Le Salon de Mars à Saint-Saulve, le jeune Auguste ne se distingue pas des enfants du village et est un écolier sans éclat. Il rencontre Auguste Meurice, un peintre décorateur de Valenciennes qui fréquente l'établissement de ses parents et se lie d'amitié avec lui. Par cette fréquentation, il fait la connaissance de plusieurs élèves de l'Académie de peinture de Valenciennes et vers 16 ans s'inscrit à l'Académie. Il suit les cours de Julien Poitier. Il exécute des portraits de son entourage et des villageois qu'il arrive à vendre, d'abord à des prix abordables puis de mieux en mieux et obtient quelques commandes de sujets religieux pour les églises de la région. Il se perfectionne par la pratique et devient un peintre local recherché. À partir de 1872, il envoie des toiles au Salon des arts valenciennois et est élu membre de la Société d'agriculture, sciences et arts de Valenciennes. En 1873, il fait son premier envoi au Salon de Paris ; il y sera ensuite présent presque chaque année mais n'y remportera aucun prix. Jusqu'en 1880, il signe ses toiles « Auguste Moreau », il adjoint ensuite le nom de sa femme « Deschanvres » pour éviter la confusion avec les homonymes. En 1902, il obtient une importante commande pour une série de portrait des archevêques de Cambrai.
Il est nommé chevalier pontifical dans l'ordre de Saint-Grégoire-le-Grand, sans doute en reconnaissance des nombreux portraits qu'il fit des dignitaires de l'église catholique du Nord. Peintre de genre et portraitiste, Auguste Moreau-Deschanvres ne quitta jamais sa région natale où il avait trouvé tous ses motifs d'inspiration.
Peu de temps après sa mort, du 23 mars au 6 avril 1913, 150 toiles et dessins sont exposés dans son atelier et mis en vente.

## Distinctions
- Chevalier de l'ordre de Saint-Grégoire-le-Grand

## Œuvres
- Cambrai, archevêché :
  - Portrait de Monseigneur Sonnois, 1902 ;
  - Portrait de Monseigneur Régnier, 1902 ;
  - Portrait de Monseigneur Giraud, 1903 ;
  - une douzaine de portraits d'archevêques anciens d'après des gravures ou des portraits, 1902.
- Lille, palais des Beaux-Arts : Portrait de Desrousseaux, 1889, huile sur toile[2].
- Reims, musée des Beaux-Arts : Le Conseil du frère, Salon de 1876 (no 1502)[3]. Œuvre disparue lors de la Première Guerre mondiale.
- Saint-Saulve, église Saint-Martin : L'Ophicléide, 1897, huile sur toile.
- Valenciennes, musée des Beaux-Arts :
  - Auguste Moreau dans son atelier, 1875[4] ;
  - Portrait de Jean-Baptiste Carpeaux, 1875, huile sur toile en grisaille[5].
  - Portrait de Jean-Baptiste Carpeaux, huile sur toile, exposé au Salon de 1876 (no 1501).
  - Portrait d'Amédée Bultot, maire de Valenciennes, 1893, huile sur toile ;
  - Portrait de Louis Flayelle, 1879, huile sur toile ;
  - Portrait d'Émile Joseph Carlier, 1894, huile sur toile.

- Localisation inconnue : 
  - Autoportrait, 1911[réf. nécessaire].
  - Portrait du banquier Pierre Dupont, 1892, huile sur toile (collection particulière, à Paris);
  - Portrait de Jules Mousseron, huile sur toile, exposé à Valenciennes en 1903, puis au Salon de 1908.

Œuvres d'Auguste Moreau-Deschanvres
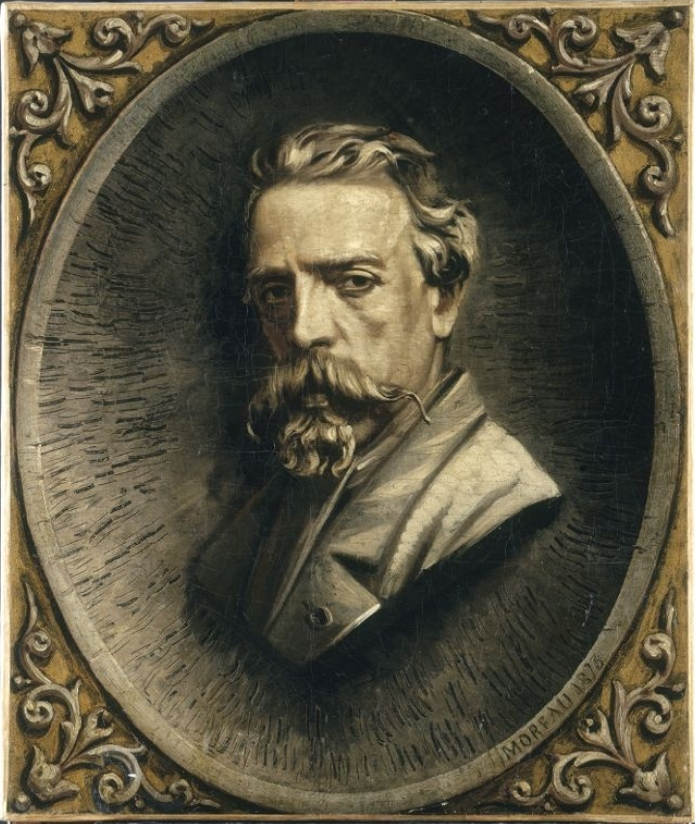
Portrait de Jean-Baptiste Carpeaux (1875), musée des Beaux-Arts de Valenciennes.
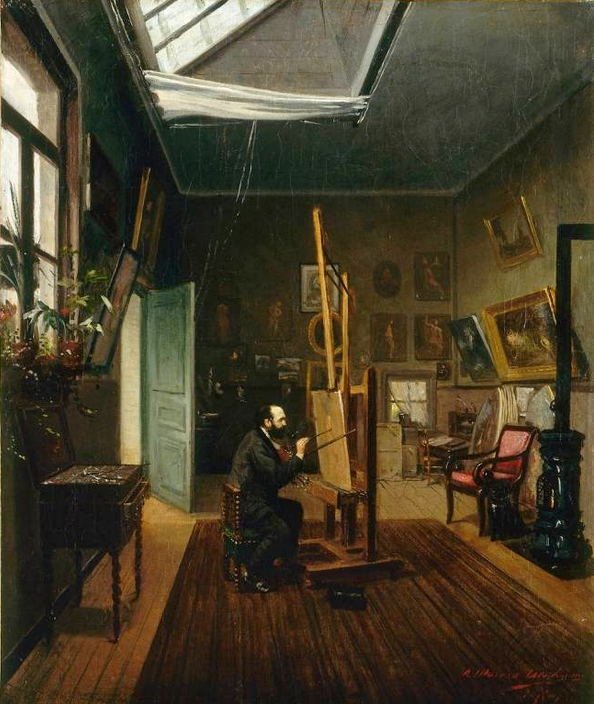
Auguste Moreau dans son atelier (1875), musée des Beaux-Arts de Valenciennes.
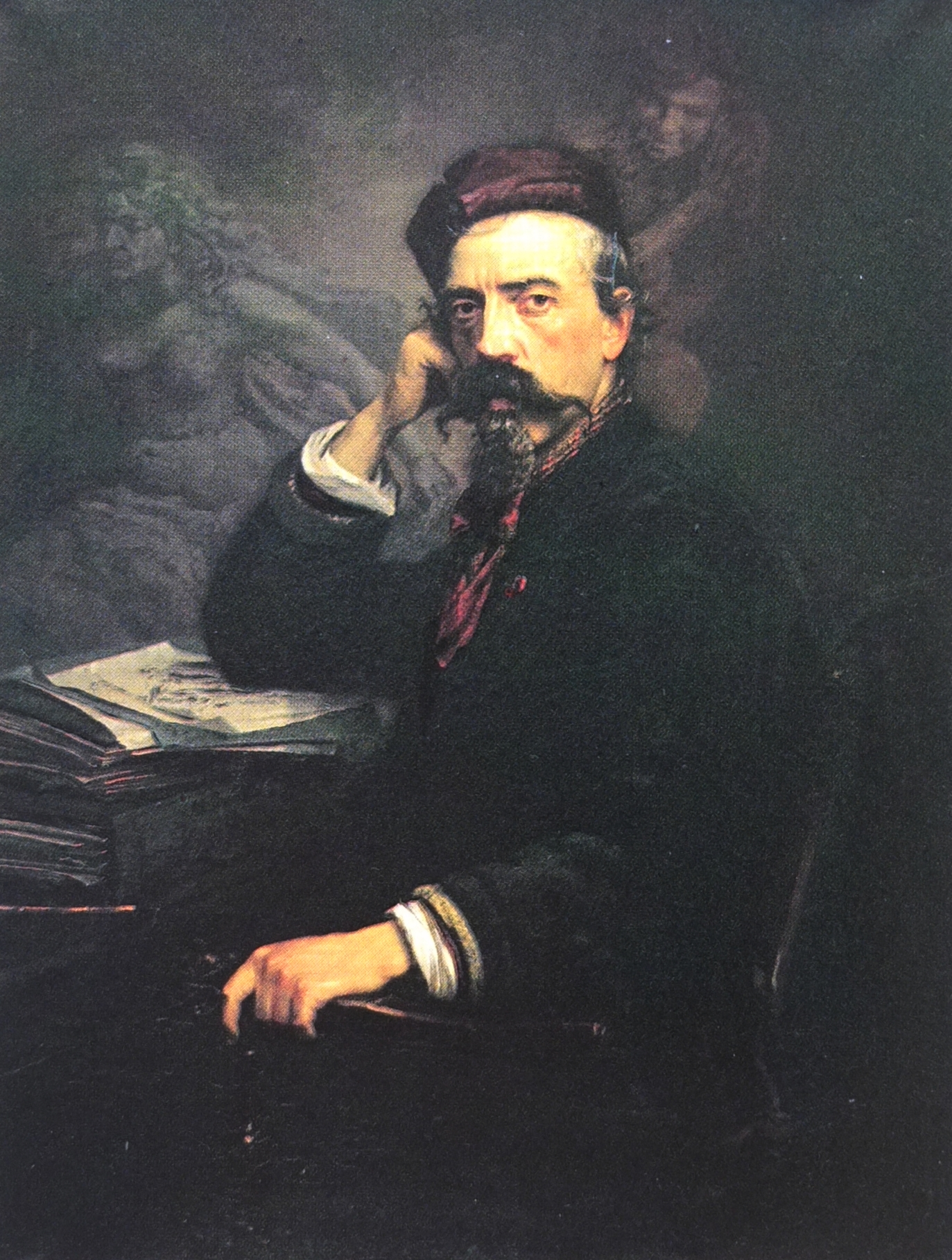
Portrait de Jean-Baptiste Carpeaux (1876), musée des Beaux-Arts de Valenciennes.
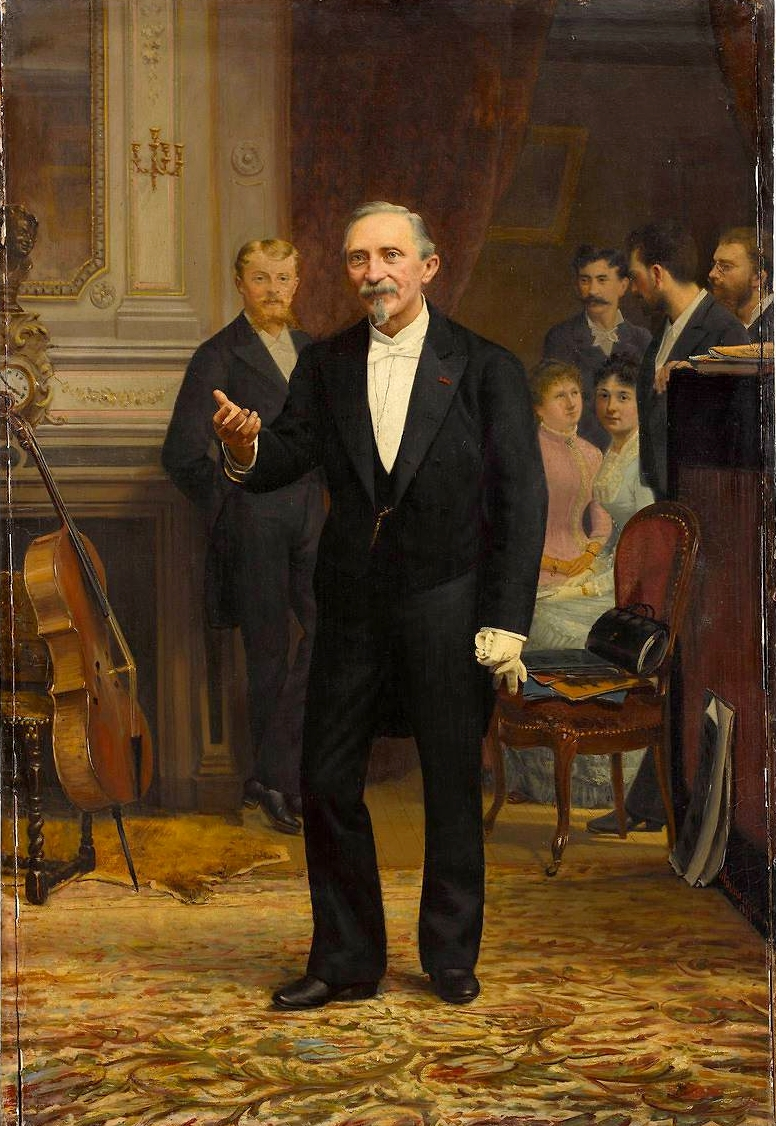
Portrait de Desrousseaux (1889), palais des Beaux-Arts de Lille.
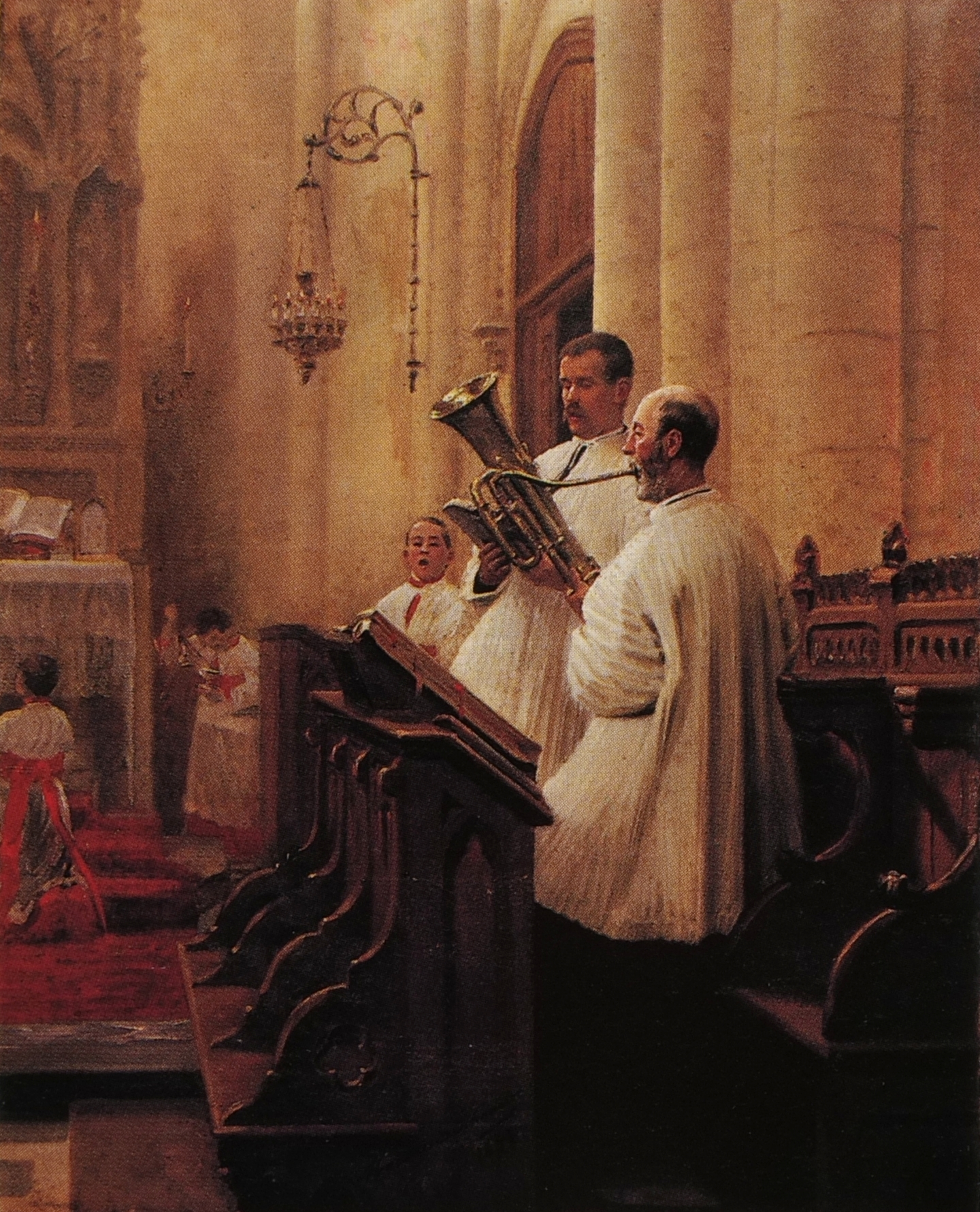
L'Ophicléide (1897), église de Saint-Saulve.
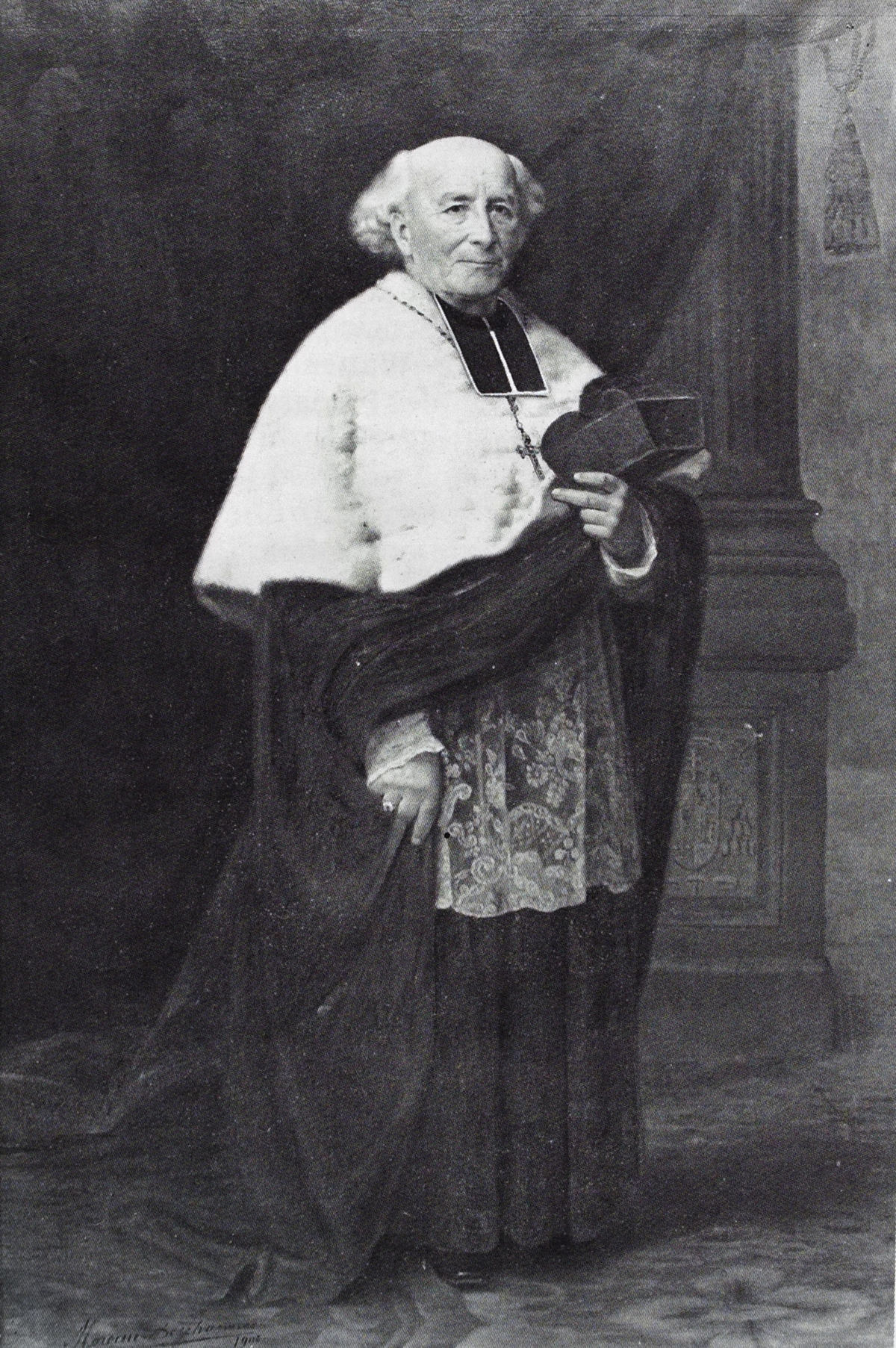
Portrait de Mgr Sonnois (1903), archevêché de Cambrai.